# Оксид платины(II,IV)
Оксид платины(II,IV) — неорганическое соединение, 
окисел металла платины
с формулой Pt3O4,
чёрные кристаллы,
не растворяется в воде.

## Получение
- Окисление платины кислородом под давлением [1]:

{\displaystyle {\mathsf {3Pt+2O_{2}\ {\xrightarrow {400-900^{o}C,3500atm}}\ Pt_{3}O_{4}}}}

## Физические свойства
Оксид платины(II,IV) образует чёрные кристаллы
кубической сингонии,

параметры ячейки a = 0,6239 нм, Z = 4
(по другим данным 
пространственная группа P m3n,
параметры ячейки a = 0,5585 нм).
Не растворяется в воде.

## Применение
- Используется как катализатор [2].